# Tegels lichten
Tegels lichten of Ware verhalen over de autoriteiten in het land van de voldongen feiten is een in 1972 verschenen tijdsdocument van de journalist H.J.A. Hofland (1927-2016). Naar dit boek is De Tegel genoemd, een sinds 2006 jaarlijks uitgereikte prijs voor journalistiek. 
Het betrof een bundeling van door hem geschreven essays in Hollands Maandblad, aanvankelijk onder het pseudoniem H.W.S. Buster. Het eerste essay getiteld Tegels lichten verscheen in 1969-1970 in afleveringen van dat tijdschrift .

## Titel en motto
Als motto fungeert een fictief citaat uit een door Hofland verzonnen boek getiteld Lifting the Big Stone van een eveneens verzonnen auteur genaamd Reginald Morrison. Dat¨citaat¨ beschrijft wat er tevoorschijn komt wanneer men een tegel oplicht: allerlei gedierte, zoals larven en tor-achtigen, dat onmiddellijk uit het licht wegvlucht, terwijl tevens een muf-zure lucht opstijgt.

## Inhoud
In dertien hoofdstukken beschrijft de auteur de veranderende verhouding tussen het gezag en de burgers in Nederland in de periode 1945-1972, aan de hand van onderwerpen als Indonesië en Nieuw-Guinea, de Greet Hofmans-affaire, de Koude Oorlog en de vanaf eind jaren vijftig sterk toenemende welvaart.

## Receptie
Volgens de Leeuwarder courant van 24 februari 1973 is er sprake van droge humor en hier en daar satirische passages, maar vond de conclusie dat elke maatschappelijke betrokkenheid van burgers verdrongen zou worden door een focus op consumeren, getuigen van een wel erg zwartgallig 'pessimistisch nihilisme'. Dagblad Het vrije volk meende dat de publiciteitsmedia ervan worden beschuldigd een laf en slaafs verlengstuk van de macht te zijn. Het Nieuwsblad van het Noorden omschrijft Hoflands doelstelling als 'de dekolonisatie van de burger', die zijn rechtvaardigheidsgevoel niet meer door het gezag laat voorschrijven. Het boek heeft een blijvende reputatie verworven.

## Herziene versie 1986
In 1986 verscheen een geheel herziene druk, waarmee ook de periode van 1972 tot 1986 in kaart werd gebracht. Hoofdstuk X 'Intermezzo over de hiërarchie', was geschrapt en de twee laatste hoofdstukken, XII 'De drie revoluties' en XIII 'Theorie van de derde revolutie', waren vervangen door een nieuw hoofdstuk, 'De bananenmonarchie'. 'De hiërarchie in het bedrijfsleven is niet wezenlijk aangetast, de democratisering is vastgelopen en de machtigste motor van de verandering, de televisie, is verstard.'

## Journalistieke prijs
In 2006 werd de jaarlijkse prijs voor journalistiek De Tegel ingesteld, genaamd naar het boek. Na Hoflands overlijden in 2016 werd het boek als zijn belangrijkste werk herdrukt.